# 봄悲
《YESUNG SOLO CONCERT "봄悲"》는 대한민국의 음악 그룹 슈퍼주니어의 멤버 예성의 첫 번째 콘서트 투어이다.

## 개요
2017년 4월 10일, SM 엔터테인먼트는 예성의 두 번째 미니앨범 〈Spring Falling〉 발표에 앞서 공식 홈페이지를 통해 2일간에 걸친 콘서트 일정과 홍보용 포스터를 발표하였으며, 예매는 3일 뒤인 13일에 YES24와 인터파크를 통해 동시에 진행되었다.

## 투어 일정
| 날짜            | 도시 | 국가     | 장소                   | 관객 동원    |
| --------------- | ---- | -------- | ---------------------- | ------------ |
| 2017년 5월 13일 | 서울 | 대한민국 | 블루스퀘어 삼성카드 홀 | 통산 2,800명 |
| 2017년 5월 14일 | 서울 | 대한민국 | 블루스퀘어 삼성카드 홀 | 통산 2,800명 |

## 세트 리스트
- Entrance Show -
- 겨울잠 (Hibernation)
- 벚꽃잎 (Spring In Me)
- 그대뿐인지 (All But You)

- Ment -
- 그때로 (At The Time)
- 메아리 (Your Echo)

- Ment -
- I Do[3]
- 바람이 분다[4]
- 위잉위잉[5]

- Ment -
- 슈퍼주니어 Medley

1. 블라블라 (Blah Blah)[6]
2. 어린왕자 (The Little Prince)[7]
3. 도로시 (Dorothy)

- Ment -
- 그래 좋아
- Let Me Kiss

- Ment -
- Between
- 어떤 말로도 (Confession)

- Ment -
- 달의 노래 (My Dear)

- '달의 노래 (My Dear)' Reprise & Costume Change -
- 문 열어봐 (Here I Am)
- 비눗방울 (So Close Yet So Far)

- Ment -
- 너 아니면 안 돼 (It Has To Be You)
- 우리 (We)
- 내 욕심이 많았다 (Blind)[8]

- Band Introduction2일 차·Ment -
- 봄날의 소나기 (Paper Umbrella)

- Encore -
- 해바라기 (Sunflower)
- 너로부터 (From U) (With 이특)14일
- Marry U (With 이특)14일

- Band Introdution1일 차·Ment -
- Fly (번지점프)

## 게스트
| 일정            | 게스트 |
| --------------- | ------ |
| 2017년 5월 14일 | 이특   |

## 제작
- 주최 : SM 엔터테인먼트
- 주관 : 드림메이커
- 후원 : YES24, 인터파크